# Золушка

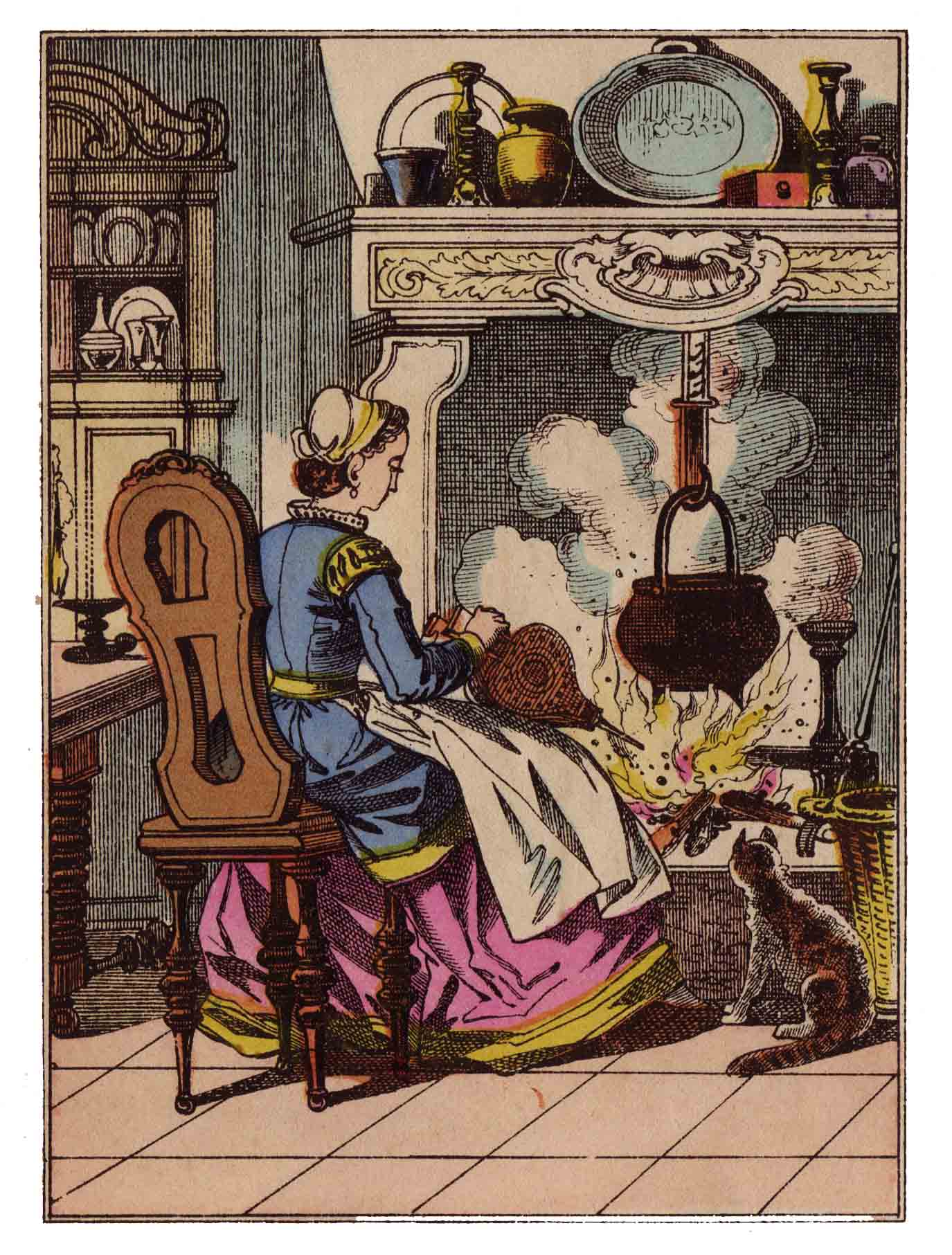
Золушка на французской лубочной картинке XIX века

«Зо́лушка» (англ. Cinderella, фр. Cendrillon, нем. Aschenputtel, И. С. Тургенев перевёл название как «Замарашка») — западноевропейская сказка, наиболее известная по редакциям Шарля Перро, братьев Гримм и Джамбаттисты Базиле. Это один из популярнейших «бродячих сюжетов», который имеет свыше тысячи воплощений в фольклоре разных народов мира.
Самая ранняя известная версия сказки обнаружена на египетских папирусах. Главная героиня сказки — девушка по имени Родопис, родившаяся в Греции. Она была похищена пиратами, которые привезли её в Египет, где и продали в рабство. Хозяин купил ей изящные кожаные позолоченные сандалии. Пока Родопис купалась в реке, сокол (этим соколом был бог Гор) украл её сандалию и унёс фараону. Сандалия была такой маленькой и изящной, что фараон тут же объявил общенародный розыск. Когда он нашёл Родопис — Золушку — он тут же женился на ней.

## Сюжет в редакцииШарля Перро(1697)
Вдовец с дочерью от первого брака, прелестной и доброй девушкой, женится на высокомерной и злой вдове с двумя дочерьми, во всём похожими на мать. Отец теперь всегда слушается новую жену, которая «так прибрала его к рукам», что он «только побранил бы дочь за непослушание», если бы та посмела пожаловаться на свою жизнь. Мачеха заставляет падчерицу жить на чердаке, спать на соломенной подстилке и выполнять самую тяжёлую и грязную работу. После работы девушка обычно отдыхает, сидя на ящике с золой возле камина, поэтому сводные сёстры прозвали её Золушкой. Сами сёстры Золушки купаются в роскоши, а она безропотно сносит их насмешки.

Принц Мирлифлор устраивает бал, на который приглашает всех знатных людей королевства с жёнами и дочерьми. Мачеха и сёстры Золушки тоже приглашены на бал. Саму Золушку, в её грязных лохмотьях, никто во дворец не пустит. После отъезда мачехи и сестёр Золушка горько плачет. Её навещает крёстная мать, которая является феей. Добрая фея превращает тыкву, мышей, крысу и ящериц соответственно в карету, коней, кучера и слуг, лохмотья Золушки — в роскошное платье, и дарит ей красивые туфельки. Она предупреждает Золушку, что ровно в полночь карета превратится обратно в тыкву, платье — в лохмотья и так далее. Золушка едет на бал. Все восхищены её красотой и нарядом, принц знакомится и танцует с ней. Без четверти двенадцать Золушка «поскорее распрощалась со всеми и поспешила уйти». Дома она надевает старый передник и деревянные башмаки и слушает восхищённые рассказы вернувшихся сестёр о блиставшей на балу прекрасной незнакомке. 

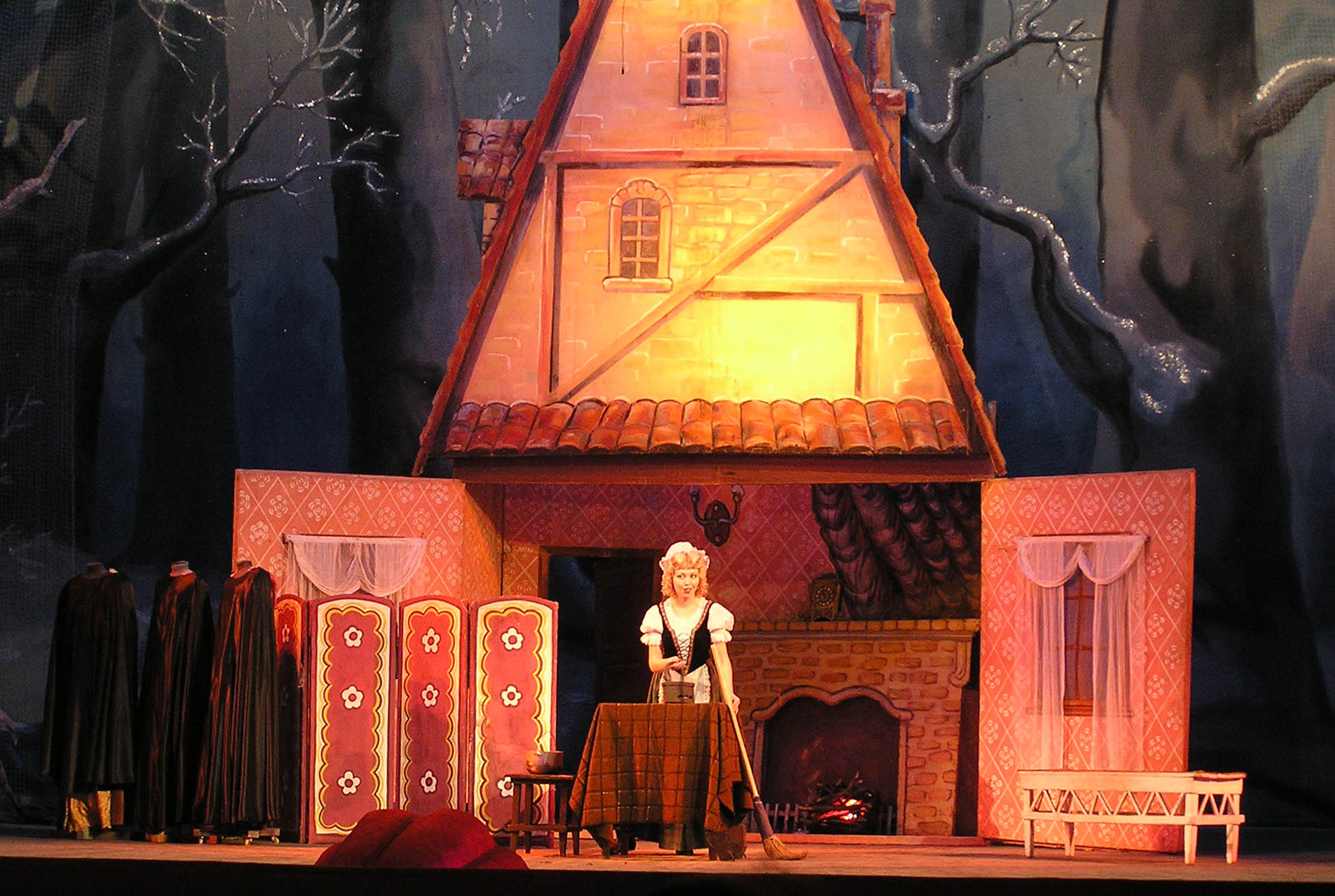
Постановка «Золушки» (Донецк)

На следующий вечер ещё более нарядная Золушка опять едет на бал. Принц не отходит от неё и нашёптывает ей всякие любезности. Золушке очень весело, и она спохватывается, когда часы начинают бить полночь. Золушка убегает домой, но теряет туфельку.
Принц объявляет по всему королевству, что женится на девушке, которой придётся по ноге крохотная туфелька. К удивлению сестёр, Золушка свободно надевает туфельку. Сразу после примерки Золушка достаёт из кармана вторую такую же туфельку, а фея превращает её лохмотья в роскошное платье. Сёстры падают на колени и просят прощения у Золушки. Золушка прощает сестёр «от всего сердца».
Золушку везут во дворец к принцу и через несколько дней он женится на ней. Сестёр она берёт к себе во дворец и в тот же день выдаёт их замуж за двух придворных вельмож.

## Сюжет в редакциибратьев Гримм

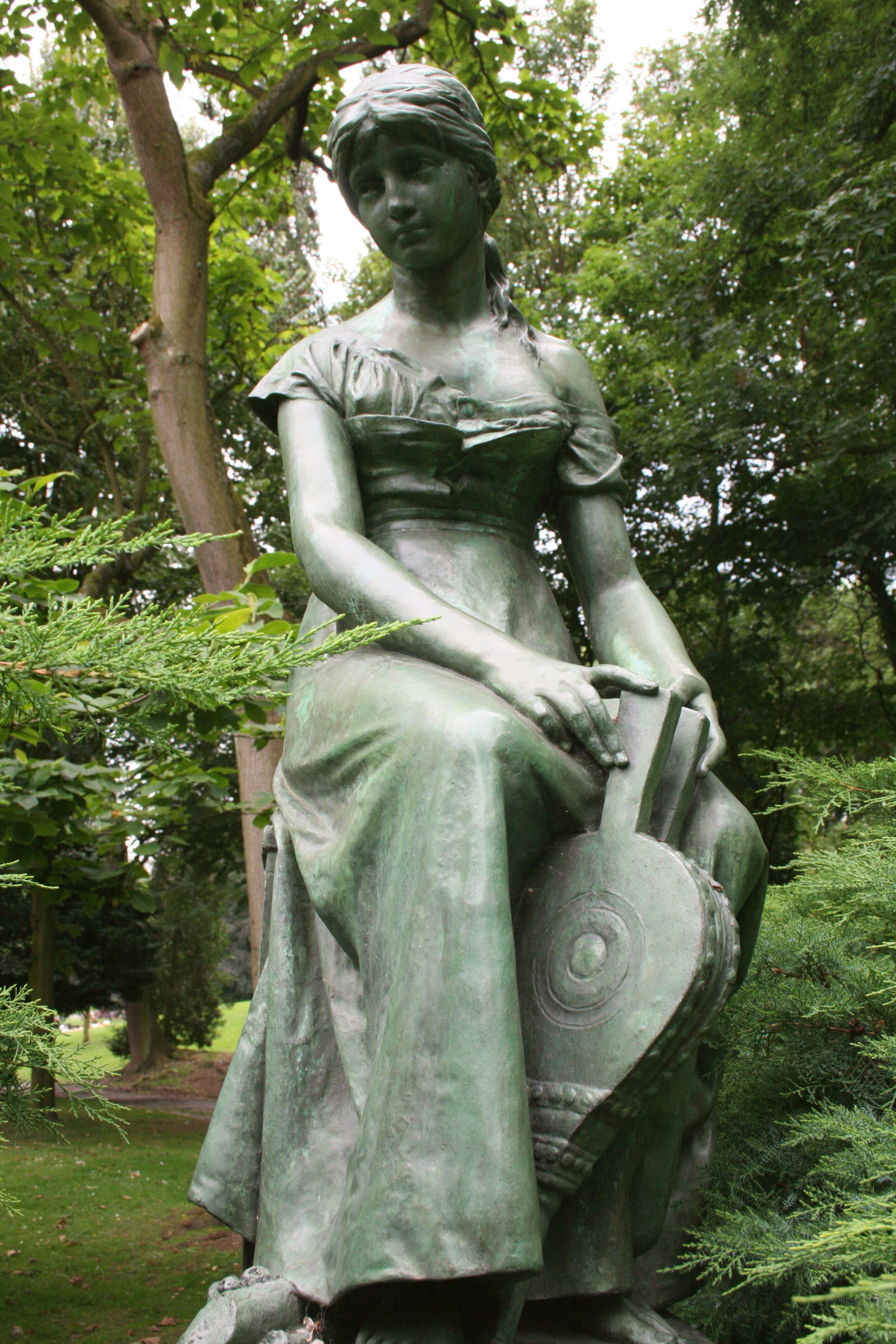
Брюссельский памятник Золушке

У богача умирает жена. Перед смертью она приказывает дочери быть доброй. Мать говорит последние слова:

Мое милое дитя, будь скромной и ласковой, и Господь тебе всегда поможет, а я буду глядеть на тебя с неба и всегда буду возле тебя.
Дочь каждый день ходит к матери на могилу и плачет, а приказ матери выполняет. Наступает зима, потом весна, и богач берёт в жёны другую. У мачехи две дочери — злые и глупые. Они отбирают у дочери богача красивые платья и выгоняют её жить на кухню. Кроме того, девушка теперь с утра до вечера выполняет самую чёрную и тяжёлую работу, а спит в золе, поэтому её называют Золушкой. Сводные сёстры издеваются над Золушкой, например, высыпают горох и чечевицу в золу.
Отец едет на ярмарку и спрашивает, что привезти дочери и падчерицам. Падчерицы просят дорогих платьев и драгоценных камней, а Золушка — ветку, которая на обратном пути первая зацепит его за шапку. Привезённую ветку орешника Золушка сажает на могиле матери и поливает слезами. Потом вырастает красивое дерево.

Золушка трижды в день приходила к дереву, плакала и молилась; и каждый раз прилетала на дерево белая птичка, и когда Золушка ей высказывала какое-нибудь желание, птичка сбрасывала ей то, о чём она просила.
Король устраивает трёхдневный пир, на который сзывает всех красивых девушек страны, чтобы его сын мог выбрать себе невесту. Сводные сёстры идут на пир, а Золушке мачеха заявляет, что нечаянно просыпала в золу миску чечевицы, и Золушка сможет пойти на бал, только если выберет её за два часа. Золушка зовёт:

Вы, голубки ручные, вы, горлинки, птички поднебесные, скорей ко мне летите, чечевицу выбрать помогите! Получше — в горшочек, похуже — в зобочек.
Они справляются с заданием меньше, чем за час. Тогда мачеха «нечаянно» просыпает уже две миски чечевицы и сокращает срок до часа. Золушка вновь зовёт голубков и горлинок, и они справляются за полчаса. Мачеха заявляет, что Золушке нечего надеть, и танцевать она не умеет, и уезжает с дочерьми, так и не взяв Золушку. Та приходит к ореховому деревцу и просит:

Ты качнись, отряхнись, деревцо, ты одень меня в злато-серебро.
Дерево сбрасывает роскошную одежду. Золушка приходит на бал. Принц весь вечер танцует только с ней. Потом Золушка убегает от него и взбирается на голубятню. Принц рассказывает о случившемся королю.

Подумал старик: «А не Золушка ли это?» Велел принести топор и багор, чтобы разрушить голубятню, но в ней никого не оказалось.
На второй день Золушка вновь просит у деревца одежду (теми же словами), и повторяется всё то же, что и в первый день, только Золушка не убегает на голубятню, а взбирается на грушу.
На третий день Золушка опять просит у деревца одежду и танцует на балу с принцем, но когда убегает, то к намазанной смолой лестнице (хитрость принца) прилипает её туфелька из чистого золота. Принц приходит к отцу Золушки и говорит, что возьмёт в жёны только ту, на чью ногу придётся эта золотая туфелька.
Одна из сестёр отрезает палец, чтобы надеть туфельку. Принц забирает её с собой, но два белых голубка на ореховом дереве поют, что её башмачок весь в крови. Принц поворачивает коня назад. То же повторяется с другой сестрой, только она отрезает не палец ноги, а пятку. Только Золушке башмачок приходится впору. Принц узнаёт девушку и объявляет своей невестой. Когда принц с Золушкой проезжают мимо кладбища, голубки слетают с дерева и садятся на плечи Золушке — один на левое, другой на правое, и так и остаются сидеть.

А когда пришло время свадьбу справлять, явились и вероломные сестры. Они хотели к ней подольститься и разделить с ней её счастье. И когда свадебное шествие отправилось в церковь, старшая оказалась по правую руку от невесты, а младшая по левую; и выклевали голуби каждой из них по глазу. А потом, когда возвращались назад из церкви, шла старшая по левую руку, а младшая по правую; и выклевали голуби каждой из них ещё по глазу.

Так были они наказаны за злобу свою и лукавство на всю свою жизнь слепотой.

## Башмачки
В одной из самых древних версий сказки (Китай), героиня носит обувь, сотканную из золотых нитей, с подошвами из чистого золота. В сказке братьев Гримм героиня сначала получает в подарок «туфельки, расшитые шелками и серебром», а в последний вечер — «туфли чистого золота». В бретонской сказке «Груша с золотыми грушами» упоминаются три пары туфелек: стальные, серебряные и золотые. В итальянской сказке Золушка обута в серебряные туфельки, а в венецианском варианте сказки — в алмазные. В датской сказке - туфельки шелковые. В сказке писательницы Мари-Катрин д’Онуа они сделаны из красного бархата и вышиты жемчугом. Известный французский антрополог Поль Деларю, изучив версии «Золушки» в сказках разных народов, обнаружил следующие варианты:
- Просто башмачки, без уточнения: 24
- Сандалии: 1
- Стеклянные башмачки: 5
- Золотые башмачки: 1
- Хрустальные башмачки: 1[8]

В сказке Перро Золушка обута в стеклянные башмачки. Однако начиная с XIX века материал, из которого были сделаны башмачки Золушки, стал предметом непрекращающихся споров, поскольку во французском языке слово «стекло» (фр. verre) произносится так же, как название меха особой выделки «фр. vair» (шкурки сшивались, образуя чередование окраса спины и брюшка пушного зверька, обычно белки, см.Беличий мех (геральдика)). Первым на возможность подобной ошибки Перро указал Оноре де Бальзак:

В XV и XVI веках торговля мехами переживала эпоху своего расцвета. Добывать пушнину было тогда делом нелёгким: приходилось совершать длинные и опасные путешествия в северные страны; в силу этого меха ценились чрезвычайно дорого. В те времена, так же как и теперь, высокие цены только повышали спрос, ведь тщеславие не знает преград. Во Франции, а равным образом и в других странах ношение мехов было установленной королевским указом привилегией знати, и это объясняет, почему горностай так часто фигурирует на старинных гербах; некоторые редкостные меха, как, например, vair, который, вне всякого сомнения, есть не что иное, как королевский соболь, имели право носить одни только короли, герцоги и занимающие определённые должности вельможи. Различали vair, состоящий из мелких, и vair, состоящий из крупных шкурок; слово это уже лет сто как вышло из употребления и до такой степени забылось всеми, что даже в бесчисленных переизданиях «Сказок» Перро про знаменитую туфельку Золушки, которая первоначально была, по-видимому, из мелкого vair, в настоящее время говорится, что она хрустальная (verre).
В дальнейшем эта версия стала распространённой, однако далеко не все разделяли подобную точку зрения. Например, в произведении Анатоля Франса «Книга моего друга» (глава «Разговор о волшебных сказках») между героями происходит следующий диалог:

Лаура. Ведь неправильно говорят, что у Золушки были хрустальные башмачки. Невозможно представить себе башмачки, сделанные из того же материала, что и графин. Башмачки, подбитые беличьим мехом, более приемлемы, но всё же не очень остроумно в такой обуви вывозить девушку на бал. В меховых башмачках ножки Золушки были бы похожи на мохнатые голубиные лапки. Надо быть без ума от танцев, чтобы плясать в меховых туфельках. Но все девушки таковы: будь у них свинцовые подмётки, всё равно они станут плясать.
Раймонд. Кузина, я же предупреждал: опасайтесь здравого смысла. Золушка была обута не в меховые, а в хрустальные башмачки, прозрачные, как стекло Сен-Гобена, как воды родника, как горный хрусталь. Вы же знаете, что у неё были волшебные туфельки, а этим сказано всё.
Указывалось также, что даже если в народном варианте сказки туфельки были не из стекла, то этот образ мог появиться в сказке не в результате ошибки (автора или издателей), поскольку Перро мог создать образ стеклянных туфелек вполне сознательно. Например, писатель Клод Метра указывал на символическое значение стекла:

Стекло выбрано вовсе не случайно. Здесь есть что-то подобное идее светоносной прозрачности, которая является противоположностью грязного лица в начале сказки. В то же время стекло создаётся огнём, это природное вещество, которое полностью преображается благодаря пеплу… и в какой-то мере, это стекло может быть символом того, что человеческое существо может, как сам Бог, создавать мир, который является одновременно миром света и прозрачности. В конце истории Золушка, невеста Пепла, становится невестой Солнца. 
Французский писатель Эмиль Дешанель тоже предполагал, что образ стеклянных туфелек был создан автором не по ошибке, а для усиления «чудесности» сказки:

Пойти на бал, танцевать, обутой в стекло! Именно то, что это невозможно, особенно поражает воображение и кажется волшебным… И возможно, Перро пошёл на это сознательно. 
Поль Деларю также был сторонником версии о стеклянных, а не меховых туфельках:

С символической точки зрения, в противоположность прозаическому подходу, стекло подходит идеально. Стекло является распространённым символом девственности. Оно хрупко, и его можно разбить лишь один раз.
Английские фольклористы Иона и Питер Опи рассуждали следующим образом:

Очень часто башмачки были сшиты из шелка или другой ткани, и когда Перро услышал сказку, вполне возможно, что в ней башмачки были сделаны из разноцветного меха (vair)… а не из стекла (verre). Однако его гениальность проявилась в том, что он увидел, насколько более впечатляющими могут быть стеклянные башмачки, то есть башмачки, которые не могут растягиваться, и можно видеть, насколько точно нога подходит к башмачку.
Психолог Бруно Беттельгейм придерживался сходной точки зрения:

Поскольку во французском языке слово vair (которое обозначает разноцветный мех) произносится также, как слово verre (стекло), то считалось, что Перро по ошибке перепутал мех и стекло, и в результате меховая туфелька превратилась в стеклянную… но несомненно стеклянная туфелька является сознательным вымыслом Перро.
Указывается также, что стеклянные туфельки носят героини сказок, которые предположительно созданы до появления книги Перро, причём в тех странах, где нет омонимов, из-за которых возможно перепутать мех и стекло. Например, в шотландской сказке, которая представляется более древней, чем версия Перро, волшебный чёрный ягнёнок дарит девушке стеклянные туфельки. В ирландских сказках также упоминаются стеклянные туфельки.
Окситанская сказка о Золушке заканчивается словами:

Крик-крак! Моя сказка кончилась. У меня был стеклянный башмачок. Если бы я его не разбила, я бы показала его вам.
Оригинальный текст (ок.)Cric-crac ! Mon conte es acabat / Aviái un esclopon de veire / Se l’aviái pas trincat / Ara lo vos fariái véser.
Как аргумент против варианта «vair» указывается также, что не существует ни одного варианта сказки о Золушке, где бы упоминались башмачки из меха.

## Адаптации и экранизации
По мотивам французской сказки были выпущены многочисленные игровые и мультипликационные фильмы: как прямые адаптации, так и полные переосмысления, использующие отдельные элементы сюжета.
- В 1817 году итальянский композитор Джоаккино Россини написал одноимённую пьесу по французской версии сказки, а в 1899 году состоялась премьера другой оперы от французского композитора Жюля Массне.
- В 1898 году вышел короткометражный фильм «Золушка» Джорджа Альберта Смита. Этот фильм не сохранился до наших дней.
- В 1899 году вышел короткометражный фильм «Золушка» Жоржа Мельеса.
- В 1907 году вышел короткометражный фильм «Золушка» Альбера Капеллани.
- В 1911 году вышел короткометражный фильм «Золушка» Джорджа Николса.
- В 1912 году вышел короткометражный фильм «Золушка» Колина Кэмпбелла. Этот фильм до наших дней не сохранился.
- В 1914 году вышел фильм «Золушка» Джеймса Кирквуда с Мэри Пикфорд.
- В 1922 году вышел короткометражный мультфильм «Золушка» Лотта Райнигер.
- В 1945 году состоялась премьера балета Сергея Прокофьева на либретто Николая Волкова.
- В 1946 году Евгений Шварц по мотивам французской версии сюжета написал пьесу.
- В 1947 году вышел фильм «Золушка» Надежды Кошеверовой и Михаила Шапиро по сценарию Е. Шварца.
- В 1950 году студией «Дисней» был выпущен полнометражный мультфильм «Золушка» по мотивам сказки Перро.
- В 1957 году вышел американский телемюзикл «Золушка», режиссёра Ральфа Нельсона по мотивам сказки Перро. В 1965 по тому же либретто был сделан ремейк, режиссёр Чарльз Дубин.
- В 1976 году вышел фильм «Туфелька и роза[англ.]» режиссёра Брайан Форбс.
- В 1979 году режиссёр «Союзмультфильма» Иван Аксенчук снял короткометражный мультфильм по мотивам той же сказки.
- Пародийное и осовремененное изложение сюжета сказки содержится в стихотворном сборнике 1982 года «Revolting Rhymes» Роальда Даля.
- В 1984 году вышел итало-французский 4-серийный телефильм «Золушка 80» («Золушка и принц», итал. Cenerentola '80, англ. Cinderella 80) — романтичная история Золушки 1980-х годов.
- В 1994 году студией «Jetlag Productions» был выпущен по 48 минут полнометражный мультфильм «Золушка[англ.]».
- В 1996 году вышел аниме-сериал «Повесть о Золушке» 26 серий по 25 минут.
- В 1997 году вышел американский телемюзикл «Золушка[англ.]», режиссёра Роберта Искова.
- В 1998 году вышел американский фильм «История вечной любви» режиссёра Энди Теннанта, с Дрю Берримор в главной роли, по мотивам сказки.
- В 1998 году украинско-российская комеди-панк-группа «Красная плесень» выпускает аудиомюзикл «Золушка», изобилующий обсценной лексикой.
- В 2000 году в Великобритании вышел фильм «Золушка» режиссёра Бибэн Кедрон, где действие перенесены в современный мир. Аналогичная модернизация сюжета есть в российском фильме «Золушка 4×4. Всё начинается с желаний» (2008).
- В 2002 году вышел российско-украинский телемюзикл «Золушка», снятый режиссёром Семёном Горовым.
- В 2004 году вышел американский фильм «История Золушки». Действие фильма перенесено в современные США.
- Сюжет сказки используется в художественном музыкальном фильме «Чем дальше в лес» режиссёра Роба Маршалла производства Walt Disney Pictures.
- В 2007 году вышел мультфильм «Новые приключения Золушки».
- В 2010 году вышел австро-немецкий фильм «Золушка[нем.]» режиссёра Сюзанны Занке.
- В 2012 году вышел российская комедия «Zолушка». Действие фильма перенесено в современную Россию.
- В 2012 году вышла книга в жанре young adult — «КиберЗолушка», написанный американской писательницей-фантастом Мариссой Мейер.
- В 2012 году вышел французский мультфильм «Золушка: Полный вперёд!» (фр. Cendrillon au Far West, «Золушка на Дальнем Западе») с антропоморфными животными и русским принцем.
- В 2015 году вышел фильм «Золушка» — американский романтический фэнтезийный художественный фильм производства студии Walt Disney Pictures режиссёра Кеннета Брана, снятый по сценарию Криса Вайца с Лили Джеймс, Ричардом Мэдденом, Кейт Бланшетт и Хеленой Бонэм Картер в главных ролях.
- В 2015 году вышел фильм Сергея Угольникова «Смуthи в портрете ин100грамма», где встреча Золушки и Принца происходит на фоне «протестов на Болотной площади». Сюжет «Золушки» совмещается со сказкой «Пиноккио»: отец Пепелюшки вырезает себе сына, который становится агентом КГБ, арестовывающим принца. Роль Лесника исполнил поэт Всеволод Емелин.
- В 2016 году, в Вене, под патронажем и управлением дирижёра Зубина Меты состоялась европейская премьера одноимённой оперы («Золушка») юного английского композитора Альмы Дойчер.[15][16]
- В 2016 году украинский театр теней «Verba» включил эту сказку в свое теневое шоу «Королевство теней» и дал с ним более 50 концертов на Украине, в Европе, Ближнем Востоке и Азии.[17]
- В 2016 году театр теней «Delight» адаптировал сказку в виде теневого спектакля, соединив искусство театра теней и голографическую проекцию. Премьера состоялась в г. Чернигов, Украина.[18]
- В 2017 году вышел мультфильм «Кошка-Золушка».
- В 2018 году вышел мультфильм «Золушка и тайный принц[англ.]».
- В 2018 году вышел музыкальный фильм «Золушка», режиссёр — Александр Игудин.
- В 2025 году вышел фильм совместного производства нескольких стран «Гадкая сестра», режиссёр — Эмили Блихфельдт. В центре сюжета в этой адаптации стоит не сама Золушка, в одна из её сводных сестёр, идущей на жестокие и отчаянные меры ради улучшения своей внешности.

Что касается версии братьев Гримм, то в Германии классической считается экранизация «Три орешка для Золушки» 1973 года. В 2021 году вышел одноимённый норвежский фильм. Также был выпущен одноимённый комикс, адаптирующий историю на современный мотив, в рамках серии переосмысленных сказок Grimm Fairy Tales.